# Joe De Santis
Joe De Santis (New York, 15 giugno 1909 – Provo, 30 agosto 1989) è stato un attore statunitense.
Ha recitato in 27 film dal 1949 al 1973 ed è apparso in oltre 110 produzioni televisive dal 1949 al 1985. È stato accreditato anche con i nomi Joseph De Santis, Joe DeSantis e Joseph V. DeSantis.

## Biografia
Joe De Santis nacque con il nome di Joseph Vito Marcello De Santis da genitori immigrati italiani a New York City, Pasquale De Santis, un sarto di San Pietro Apostolo, Catanzaro, e Maria Paoli, emigrata da Gioviano, in provincia di Lucca, un'operaia.
De Santis frequentò la New York University e studiò scultura e teatro. Le sue prime esibizioni avvennero in italiano. Dopo aver ottenuto una parte in una commedia all'Hunter College, fu scritturato come attore per tre stagioni con la Walter Hampden Repertory Company, contratto che segnò anche l'inizio delle sue performance in lingua inglese. La sua carriera continuò in radio dove interpretò diversi personaggi in molti radiodrammi e serie e partecipò a diversi programmi radiofonici di varietà.
Con l'avvento della televisione, De Santis divenne un volto noto interpretando una miriade di personaggi, spesso di origine italiana. Fu attivo in diverse serie antologiche come Playhouse 90 e Studio One e fu accreditato decine di volte con personaggi secondari o come guest star nell più note serie televisive degli anni cinquanta e sessanta.
Recitò nel 1949 nel film Furia dei tropici, nel ruolo di Gregory, e in televisione nello stesso anno nelle serie televisive Photocrime e The Big Story (nell'episodio Andrew J. Viglietta of the Long Island Star Journal). La sua ultima apparizione sul piccolo schermo avvenne nell'episodio Man from Leadville della serie televisiva Sara, andato in onda il 19 marzo 1976, che lo vide nel ruolo di Vittori, mentre per il grande schermo l'ultima interpretazione risale al film La gang dei bassotti (1973), in cui interpretò il ruolo di Travers.
Nel 1935, De Santis sposò l'attrice Miriam Moss, dalla quale ebbe un figlio. Dopo il divorzio dalla Moss, nel 1949 sposò l'attrice Margaret Draper, dalla quale ebbe un altro figlio e da cui divorziò nel 1956, trasferendosi in California per proseguire il suo lavoro in televisione e al cinema. Nel 1959 sposò Wanda Slye, che morì nel 1977. De Santis si ritirò nel 1978 a Provo, nello Utah, per essere vicino alla famiglia, e qui morì nel 1989, all'età di ottant'anni, per una malattia polmonare. Fu seppellito al Forest Lawn Memorial Park di Covina.

## Filmografia

### Cinema
- Furia dei tropici (Slattery's Hurricane), regia di André De Toth (1949)
- La casa del corvo (The Man with a Cloak), regia di Fletcher Markle (1951)
- L'ultima minaccia (Deadline - U.S.A.), regia di Richard Brooks (1952)
- L'ultima caccia (The Last Hunt), regia di Richard Brooks (1956)
- Web il coraggioso (Tension at Table Rock), regia di Charles Marquis Warren (1956)
- Piena di vita (Full of Life), regia di Richard Quine (1956)
- Furia infernale (The Unholy Wife), regia di John Farrow (1957)
- Dino, regia di Thomas Carr (1957)
- Un solo grande amore (Jeanne Eagels), regia di George Sidney (1957)
- I fuorilegge della polizia (The Case Against Brooklyn), regia di Paul Wendkos (1958)
- Il cavaliere solitario (Buchanan Rides Alone), regia di Budd Boetticher (1958)
- Non voglio morire (I Want to Live!), regia di Robert Wise (1958)
- Al Capone, regia di Richard Wilson (1959)
- Il portoricano (Cry Tough), regia di Paul Stanley (1959)
- The Flying Fontaines, regia di George Sherman (1959)
- Vento freddo d'agosto (A Cold Wind in August), regia di Alexander Singer (1961)
- Testa o croce (The George Raft Story), regia di Joseph M. Newman (1961)
- Madame X, regia di David Lowell Rich (1966)
- I pascoli dell'altopiano (And Now Miguel), regia di James B. Clark (1966)
- Vivi e lascia morire (An American Dream), regia di Robert Gist (1966)
- Beau Geste, regia di Douglas Heyes (1966)
- I professionisti (The Professionals), regia di Richard Brooks (1966)
- Suspense a Venezia (The Venetian Affair), regia di Jerry Thorpe (1966)
- La tigre in corpo (Chubasco), regia di Allen H. Miner (1967)
- Due occhi di ghiaccio (Blue), regia di Silvio Narizzano (1968)
- La fratellanza (The Brotherhood), regia di Martin Ritt (1968)
- La gang dei bassotti (Little Cigars), regia di Chris Christenberry (1973)

### Televisione
- Photocrime – serie TV (1949)
- The Big Story – serie TV, un episodio (1949)
- The Trap – serie TV (1950)
- Tom Corbett, Space Cadet – serie TV, 2 episodi (1950)
- Crime Photographer – serie TV, un episodio (1951)
- Lights Out – serie TV, episodio 4x48 (1952)
- The Philco Television Playhouse – serie TV, un episodio (1953)
- Goodyear Television Playhouse – serie TV, un episodio (1953)
- Four Star Playhouse – serie TV, un episodio (1953)
- The Motorola Television Hour – serie TV, un episodio (1954)
- Inner Sanctum – serie TV, 3 episodi (1954)
- Lux Video Theatre – serie TV, 3 episodi (1952-1955)
- Casablanca – serie TV, un episodio (1955)
- Crusader – serie TV, episodio 1x27 (1956)
- Robert Montgomery Presents – serie TV, un episodio (1956)
- Jane Wyman Presents The Fireside Theatre – serie TV, un episodio (1957)
- Tales of Wells Fargo – serie TV, un episodio (1957)
- The Alcoa Hour – serie TV, episodio 2x20 (1957)
- Matinee Theatre – serie TV, 2 episodi (1955-1957)
- I racconti del West (Zane Grey Theater) – serie TV, un episodio (1957)
- Meet McGraw – serie TV, un episodio (1957)
- General Electric Theater – serie TV, episodio 6x03 (1957)
- The Walter Winchell File – serie TV, un episodio (1957)
- Sheriff of Cochise – serie TV, 2 episodi (1957)
- Casey Jones – serie TV, un episodio (1957)
- Playhouse 90 – serie TV, 2 episodi (1957-1958)
- Have Gun - Will Travel – serie TV, episodio 1x21 (1958)
- The Court of Last Resort – serie TV, episodio 1x23 (1958)
- Tombstone Territory – serie TV, un episodio (1958)
- Ricercato vivo o morto (Wanted: Dead or Alive) – serie TV, episodio 1x04 (1958)
- Westinghouse Desilu Playhouse – serie TV, episodi 1x04-2x13 (1958-1960)
- The Third Man – serie TV, un episodio (1959)
- Alfred Hitchcock presenta (Alfred Hitchcock Presents) – serie TV, un episodio (1959)
- The United States Steel Hour – serie TV, 3 episodi (1955-1959)
- Doctor Mike – film TV (1959)
- Adventure Showcase – serie TV, un episodio (1959)
- Philip Marlowe – serie TV, episodio 1x06 (1959)
- The Man from Blackhawk – serie TV, un episodio (1959)
- Unsolved – film TV (1960)
- Lo sceriffo indiano (Law of the Plainsman) – serie TV, episodio 1x18 (1960)
- Sugarfoot – serie TV, episodi 2x14-3x16 (1959-1960)
- Tightrope – serie TV, episodio 1x30 (1960)
- Alcoa Theatre – serie TV, un episodio (1960)
- Avventure in fondo al mare (Sea Hunt) – serie TV, un episodio (1960)
- Bourbon Street Beat – serie TV, episodio 1x34 (1960)
- The Chevy Mystery Show – serie TV, episodio 1x14 (1960)
- Cheyenne – serie TV, 2 episodi (1959-1960)
- Avventure lungo il fiume (Riverboat) – serie TV, un episodio (1960)
- Gli uomini della prateria (Rawhide) – serie TV, episodi 1x02-2x11-3x09 (1959-1960)
- Maverick – serie TV, episodio 4x16 (1961)
- The Roaring 20's – serie TV, un episodio (1961)
- The Barbara Stanwyck Show – serie TV, un episodio (1961)
- The Case of the Dangerous Robin – serie TV, un episodio (1961)
- Surfside 6 – serie TV, episodi 1x03-1x17 (1960-1961)
- Hong Kong – serie TV, episodio 1x25 (1961)
- The Tall Man – serie TV, un episodio (1961)
- I detectives (The Detectives) – serie TV, episodio 3x02 (1961)
- La città in controluce (Naked City) – serie TV, un episodio (1961)
- Thriller – serie TV, episodio 2x25 (1962)
- Route 66 – serie TV, un episodio (1962)
- Scacco matto (Checkmate) – serie TV, episodio 2x33 (1962)
- Undicesima ora (The Eleventh Hour) – serie TV, un episodio (1962)
- Indirizzo permanente (77 Sunset Strip) – serie TV, 7 episodi (1959-1962)
- Ripcord – serie TV, episodio 2x09 (1963)
- The Dick Powell Show – serie TV, episodio 2x21 (1963)
- Sam Benedict – serie TV, 3 episodi (1962-1963)
- Car 54, Where Are You? – serie TV, un episodio (1963)
- La parola alla difesa (The Defenders) – serie TV, un episodio (1963)
- Gli intoccabili (The Untouchables) – serie TV, 5 episodi (1959-1963)
- The Outer Limits – serie TV, un episodio (1963)
- Sotto accusa (Arrest and Trial) – serie TV, episodio 1x10 (1963)
- Polvere di stelle (Bob Hope Presents the Chrysler Theatre) – serie TV, un episodio (1964)
- Assistente sociale (East Side/West Side) – serie TV, episodio 1x18 (1964)
- La grande avventura (The Great Adventure) – serie TV, episodio 1x20 (1964)
- Carovane verso il west (Wagon Train) – serie TV, un episodio (1964)
- Mr. Novak – serie TV, un episodio (1964)
- The Crisis (Kraft Suspense Theatre) – serie TV, un episodio (1964)
- Il fuggiasco (The Fugitive) – serie TV, un episodio (1964)
- Viaggio in fondo al mare (Voyage to the Bottom of the Sea) – serie TV, un episodio (1965)
- Daniel Boone – serie TV, un episodio (1965)
- Branded – serie TV, episodio 1x03 (1965)
- Ben Casey – serie TV, episodio 4x23 (1965)
- The Nurses – serie TV, 2 episodi (1963-1965)
- Perry Mason – serie TV, 3 episodi (1958-1965)
- L'ora di Hitchcock (The Alfred Hitchcock Hour) – serie TV, un episodio (1965)
- The Lucy Show – serie TV, un episodio (1965)
- I mostri (The Munsters) – serie TV, un episodio (1965)
- Il virginiano (The Virginian) – serie TV, 2 episodi (1963-1965)
- Il dottor Kildare (Dr. Kildare) – serie TV, 3 episodi (1964-1966)
- Laredo – serie TV, un episodio (1966)
- Twelve O'Clock High – serie TV, un episodio (1966)
- The Man Who Never Was – serie TV, un episodio (1966)
- I sentieri del west (The Road West) – serie TV, episodio 1x27 (1967)
- I giorni di Bryan (Run for Your Life) – serie TV, episodio 3x09 (1967)
- Gunsmoke – serie TV, 4 episodi (1955-1968)
- Lancer – serie TV, episodio 1x12 (1968)
- The Doris Day Show – serie TV, un episodio (1969)
- Hawaii squadra cinque zero (Hawaii Five-O) – serie TV, un episodio (1969)
- The Bold Ones: The Lawyers – serie TV, un episodio (1970)
- The Flying Nun – serie TV, un episodio (1970)
- Bonanza – serie TV, 4 episodi (1961-1970)
- Ai confini dell'Arizona (The High Chaparral) – serie TV, episodio 4x07 (1970)
- Dan August – serie TV, un episodio (1970)
- Missione Impossibile (Mission: Impossible) – serie TV, 3 episodi (1967-1970)
- Reporter alla ribalta (The Name of the Game) – serie TV, 2 episodi (1968-1971)
- Bearcats! – serie TV, un episodio (1971)
- Sarge – serie TV, un episodio (1971)
- Mannix – serie TV, un episodio (1972)
- Onora il padre (Honor Thy Father) – film TV (1973)
- Le pazze storie di Dick Van Dyke (The New Dick Van Dyke Show) – serie TV, un episodio (1973)
- Toma – serie TV, un episodio (1973)
- It's Good to Be Alive – film TV (1974)
- Cannon – serie TV, un episodio (1975)
- Katherine - Storia di una terrorista – film TV (1975)
- Sara – serie TV, un episodio (1976)
- Contract on Cherry Street – film TV (1977)
- Suburban Beat – film TV (1985)

## Doppiatori italiani
- Bruno Persa in La casa del corvo, Un solo grande amore, Madame X
- Giorgio Capecchi in Furia dei tropici
- Gualtiero De Angelis in L'ultima minaccia
- Nino Pavese in L'ultima caccia
- Manlio Busoni in Non voglio morire